# Ангарата
Ангарата́ (каз. Әңгірата) — село у складі Толебійського району Туркестанської області Казахстану. Входить до складу Кемекалганського сільського округу.
Населення — 969 осіб (2021; 951 у 2009, 1297 у 1999, 1593 у 1989).